# Gokuraku-ji (Kamakura)

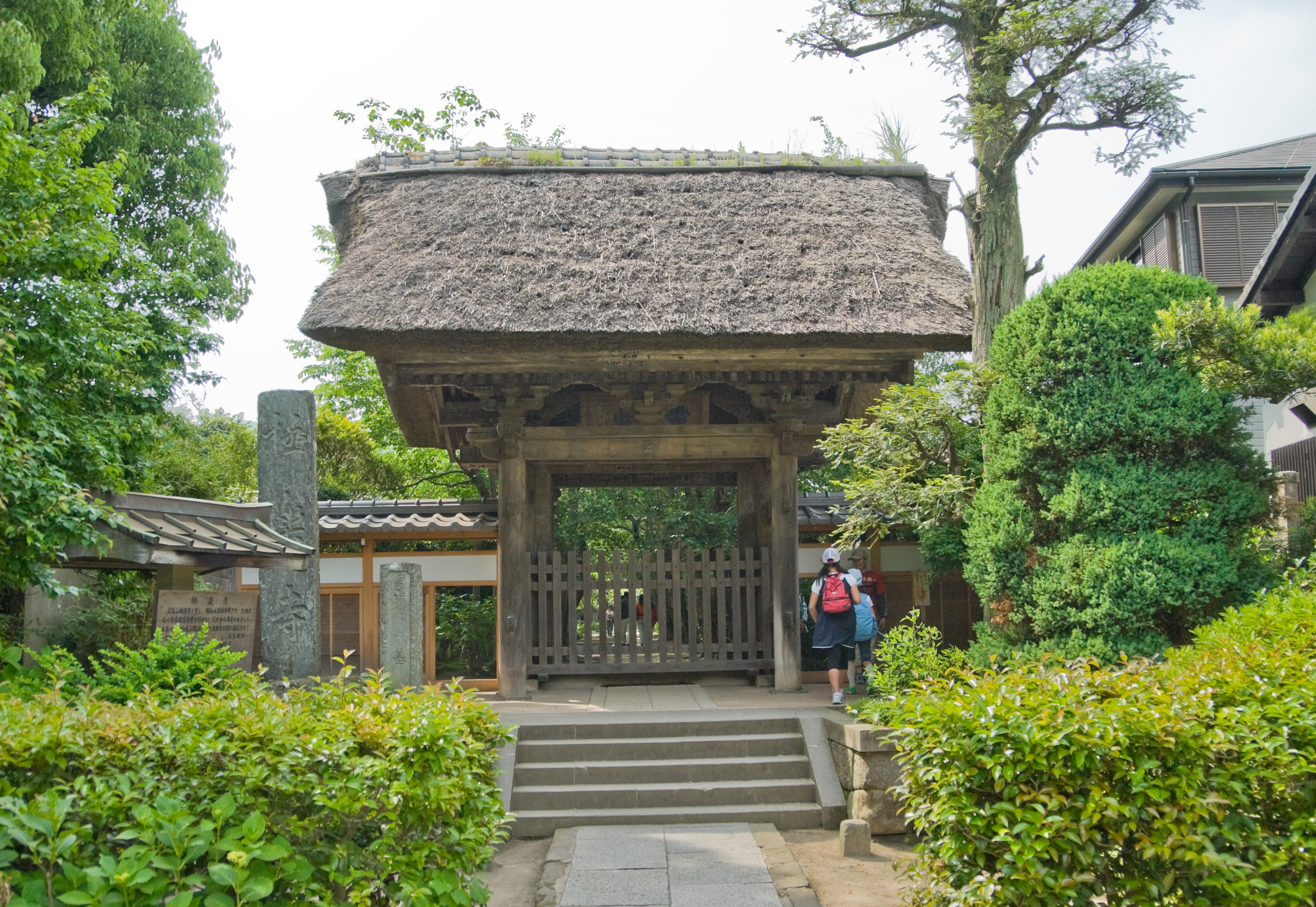
Sanmon des Gokuraku-ji

Der Gokuraku-Tempel (Gokuraku-ji, jap. 極楽寺) ist ein im Jahr 1259 gegründeter buddhistischer Tempel in Kamakura, Kanagawa. Er gehört zur Shingon-Ritsu-Sekte und ist der einzige seiner Art in Kamakura.

## Historie

### Gründung
Der Tempel wurde von Priester Ninshō (1217–1303) gegründet. Dieser hatte seine Studien im Alter von 13 Jahren bei dem Priester Eison im Saidai-ji in Nara aufgenommen und kam 1261 nach Kamakura, wo er einen Weg durch die Berge von Kamakura, den Gokurakuji zaka, anlegte. Zur gleichen Zeit errichtete Hōjō Shigetoki eine Residenz in dieser Gegend. Der neu geschaffene Weg erleichterte die Arbeiten und führte zu einer Freundschaft zwischen den beiden.
Shigetoki unterstützte Ninshō finanziell bei der Gründung des Tempels. Nach Shigetokis Tod unterstützen dessen Söhne Nagatoki (1230–1264) und Naritoki (1241–1287) den Bau des Tempels, der 1267 fertiggestellt wurde.
Der Tempel stieg schnell im Ansehen. Zusammen mit dem Saidai-ji in Nara war er das Hauptquartier des Shingon-Ritsu Buddhismus in Ostjapan. Der Tempel hielt den Status eines Chokuganjo, eines Tempels, der im Auftrag der Regierung für Frieden und Stabilität des Landes betet.

### Krankenpflege
Ninshō arbeitete bis zu seinem Tod im Jahr 1303 im Tempel, sowohl an buddhistischen Lehren als auch als Baumeister und Heiler. Auf dem Gelände entstand ein Krankenhaus, das den Überlieferungen nach mehr als 60.000 Patienten innerhalb von 20 Jahren behandelte, vorwiegend Personen; die an Lepra erkrankt waren. Sie galten wie in Europa als Aussätzige, zu denen der Kontakt gemieden wurde. Noch bis ins Jahr 1996 wurden Leprakranke in Japan lebenslang in ein Sanatorium zwangseingewiesen. Nach seinem Tod setzen seine Nachfolger die Arbeit fort.
Ein großer Mörser mit Stößel zur Verkleinerung von Heilkräutern nahe der Haupthalle zeugt noch heute von dieser Vergangenheit des Tempels. 

### Zerstörung und Verkleinerung
Im Jahr 1333 griff Nitta Yoshisada (1302–1338) Kamakura an. Bei dem Angriff wurden große Teile des Tempels zerstört, nicht zuletzt, weil die Gegend um den Tempel zum Schlachtfeld wurde. Die Anlage wurde, wenn auch nicht vollständig (die Unterstützung durch den Hōjō-Klan fehlte), wieder aufgebaut. Es ist zu erwähnen, dass der Tempel trotz des Wechsels der Machtverhältnisse den Status als Chokuganjo behielt.
Große Feuer in den Jahren 1425 und 1572 sowie ein Erdbeben 1433 sorgten erneut für große Schäden. Der Tempel wurde jedes Mal wieder aufgebaut, jedoch schrumpfte das Gelände und die Anzahl der Gebäude. Aus dem 16. Jahrhundert wird nur noch von vier Gebäuden berichtet.

### Jüngere Vergangenheit und Gegenwart
Die heutige Tempelanlage wurde nach dem Kantō-Beben 1923 aufgebaut und hat eine Größe von etwa 500 Quadratmetern. Der Zugang für die Öffentlichkeit ist stark eingeschränkt, das Fotografieren auf dem Gelände nicht erlaubt.

## Aufbau der Tempelanlage
Alten Zeichnungen zufolge war das Gelände etwa 800 m × 900 m groß. Es gab sieben Hauptgebäude und 49 Nebentempel. Die Hauptgebäude und ihre Anordnung waren im Shichido Garan Stil gebaut. Auf dem Gelände befand sich auch das Krankenhaus. Diese Struktur blieb nicht erhalten, da der Tempel mehrfach in seiner Geschichte zerstört wurde. Trotz der reduzierten Größe finden sich viele wertvolle Statuen auf dem Gelände.

### Sanmon
Den Eingang zum Gelände bildet das reetgedeckte Sanmon. Es wurde 1863 errichtet. Ein Schild am Tor (in Japanisch) sagt, dass nur Gläubige (Pilger) eintreten dürfen. Vom Sanmon führt ein etwa 100 m langer gepflasterter Weg zur Haupthalle. Auf beiden Seiten stehen Kirschbäume.

### Haupthalle
In der Haupthalle ist eine 98 cm hohe Holzstatue des Lichtkönigs Fudō Myōō aus dem 12. Jahrhundert eingeschreint. Sie stand bis 1926 in einem Tempel in der Präfektur Shimane. Fudō-Myōō hält ein Schwert und ein Seil. Seine bedrohliche Körperhaltung und Mimik soll alle vernichten, die die Lehren Buddhas gefährden.
Die Statue wird zur Linken von einer Statue vom Medizin-Buddha Yakushi Nyorai (Bhaisajyaguru) und zur Rechten von einer 56 cm hohen Statue von Monju Bosatsu (Manjushri) flankiert. Letzterer ist bekannt als Bodhisattva der Weisheit. Man geht davon aus, dass diese Begleiterfiguren im 13. Jahrhundert – vermutlich 1273 – hergestellt wurden. Sie zeigen Einflüsse des chinesischen Sung-Stils.
In der Haupthalle sind ferner Statuen verschiedener Priester eingeschreint, die den Tempel geleitet haben. Im Gegensatz zu Statuen von Priestern des Zen sitzen die Statuen nicht auf einem Stuhl, sondern auf dem Boden. Die dargestellten Priester sind:
- Ninshō; die Holzfigur ist 86,5 cm groß und stammt aus der Muromachi-Periode (1336–1573).
- Eison; die Figur von Ninshos Meister und Patriarch der Shingon-Ritsu-Sekte ist 84,5 cm hoch. Die Holzstatue wurde 1306 geschnitzt. Sie wurde bis auf dem Kopf beim Feuer von 1425 zerstört.
- Eishin; er war der zweite Priester. Die Holzfigur ist 73,5 cm groß und wurde ebenfalls in der Muromachi-Periode hergestellt.
- Esho; die 60,6 cm große Statue wurde 1663 geschnitzt als Esho selbst 70 Jahre alt war.

### Tenborin-den
Auf dem Weg vom Sanmon zur Haupthalle passiert man die Tenborin-den, die auf der rechten Seite liegt. Das 1968 errichtete Gebäude ist ein Mini-Museum, in dem alte Statuen und Zubehör für diverse buddhistische Rituale ausgestellt sind.
Zu sehen sind unter anderem eine 91 cm Holzstatue von Shaka Nyorai aus dem 13. Jahrhundert und Statuen, die die 10 großen Schüler des Buddhismus (vergleichbar mit den Aposteln im Christentum) darstellen: Daikasho, Anaritsu, Furuna, Kasen'nen, Ubari, Ragora, Sharihotsu, Mokukenren, Ananda und Shubodai. Diese Statuen sind zwischen 83 und 87 cm hoch und wurden teilweise vor 1269 geschnitzt.

### Daishi-dō
Auf der linken Seite des Weges zur Haupthalle liegt der Nebentempel Dashi-dō, der dem Priester Kobe (774–835), auch Kūkai genannt, gewidmet ist. Er war der Gründer der Shingon Sekte, von der sich die Shingon-Ritsu Sekte ableitet.
Ausgestellt ist ferner eine Statue von Nyoirin Kannon. Die Statue ist Nummer 22 in der Liste der Bandō Sanjūsankasho. Der Überlieferung nach war die Statue in Besitz von Tokiwa, der Mutter von Yoshitsune Minamoto (1159–1189) und diente ihr als Schutzpatron.
Auch zu sehen sind eine lackierte Statue von Shingon-Gründer Kobe sowie verschiedene Utensilien für Rituale des Shingon-Buddhismus aus der Kamakura-Zeit.
Der bedeutendste Schatz des Gokuraku-ji ist jedoch eine 158 cm große Statue von Shaka Nyorai aus dem Jahr 1268. Sie wurde Priester Ninshō im Jahr 1297 übergeben. Die Statue ist im Seiryoji Stil geschnitzt und in ihrer Aufmachung einzigartig. Das Gewand geht bis in den Nacken und die Haare sehen aus wie geflochtene Seile. Die Statue kann nur vom 7. bis 9. April besichtigt werden. (Der 8. April ist der Geburtstag von Shaka Nyorais.)

### Gorinto and Hokyo-into
Etwa 300 m nordwestlich des Tempels, wo die Inamuragasaki Grundschule liegt, ist eine Lichtung auf die Gorintō und Hoyko-into stehen. Das Gelände gehörte früher einmal zum Tempelgelände. Es ist heute der Öffentlichkeit nur am 8. April zugänglich.
Die Gorintō, eine buddhistische Steinpagode aus fünf Elementen, ist 355 cm hoch und damit die höchste in der Kantō-Region. Diese hier hat den Beinamen Ninshō-tō zu Ehren von Priester Ninshō bekommen.
Die 310 cm hohe Hokyo-into ist ebenfalls eine Steinpagode. Von dieser hier wird behauptet, dass sie der Grabstein von Hōjō Shigetoki ist. Nur im Shingon Buddhismus werden derart große Ehrenmale gebaut. Der Hokyo-into ist aus Tuff gehauen, einem harten Stein, den es in der Gegend von Kamakura nicht gibt. Man vermutet, dass der Rohling von der Izu-Halbinsel stammt.

## Pilgerort
Der Gokuroku-ji gehört zu den Bandō Sanjūsankasho, einer Pilgerreise, die der Göttin Kannon gewidmet ist. Die Pilgerreise besteht aus 33 Tempeln. Der Gokuroku-ji ist der 22. Tempel in der Liste.

## Trivia
- Bekanntheit erlangte der Tempel durch ein Kabuki-Stück namens Shiranami Gonin Otoko, eines der berühmtesten Theaterstücke. In einer Szene begeht Benten-Kozo Seppuko auf dem Tempeldach.
- Neben dem Tenborin-den steht ein seltener Ume-Baum. Während der Blütezeit trägt er Blüten mit einem und auch mit zwei Blütenblättern am selben Zweig.
- Man kann Gokuraku mit Paradies übersetzen, damit wird der Gekuraku-ji zum Paradiestempel.

## Lage und Erreichbarkeit
Der Gokuraku-ji befindet sich im Südosten von Kamakura etwa 500 m westlich des Hase-dera und des Daibutsu von Kamakura. Das Sanmon befindet sich gleich neben der Bahnstation Gokurakuji der Enoshima-Dentetsu-Linie, die Kamakura mit Enoshima und Fujisawa verbindet.
Die Adresse ist 3-6-7 Gokuraku-ji, Kamakura, Präfektur Kanagawa.